# 黄头小甘菊
黄头小甘菊（学名：Cancrinia chrysocephala）为菊科小甘菊属的植物。分布在俄罗斯以及中国大陆的新疆等地，生长于海拔3,200米至3,800米的地区，一般生长在山坡多石地、草甸及砾质河滩，目前尚未由人工引种栽培。